# Danube (stanice metra v Paříži)
Danube je nepřestupní stanice pařížského metra na lince 7bis v 19. obvodu v Paříži. Nachází se na Place de Rhin-et-Danube. Metro je v této části linky jednosměrné, tj. vlaky jezdí pouze ve směru ze stanice Pré Saint-Gervais do stanice Botzaris.

## Historie
Stanice byla otevřena 18. ledna 1911 jako součást jako boční větve linky 7. Je pozoruhodná svou konstrukcí. Nachází se, stejně jako část tunelu, na podzemním viaduktu, který nesou 30 metrů vysoké pilíře. V místě se nacházely staré lomy na sádrovec, proto bylo nutné v nestabilním terénu vybudovat sloupy, které stojí na pevném podloží.
Dne 3. prosince 1967 se severní větev linky 7 mezi stanicemi Louis Blanc a Pré Saint-Gervais stala samostatnou linkou s označením 7bis a stanice Danube se stala její součástí.

## Název
Název stanice znamená Dunaj podle stejnojmenného náměstí. Náměstí bylo sice v roce 1951 přejmenováno na Place de Rhin-et-Danube (Rýn a Dunaj), ale stanici už původní název zůstal.

## Zajímavosti v okolí
- La Butte Beauregard - skupina vil uprostřed pěší zóny [1]